# كاوري ناكميني
كاوري ناكميني (長峯 かおり) (3 يونيو 1968 في طوكيو في اليابان – )؛ هي لاعبة كرة قدم كانت تلعب كمهاجم. ولعبت مع منتخب اليابان لكرة القدم للسيدات.

## وصلات خارجية
- كاوري ناكميني على موقع الاتحاد الدولي (مؤرشف)  (الإنجليزية)
- كاوري ناكميني على موقع Soccerway.com (الإنجليزية)
- كاوري ناكميني على موقع عالم كرة القدم.نت (الإنجليزية)
- كاوري ناكميني على موقع أوليمبيديا (الإنجليزية)